# Le Samyn 2018
La Le Samyn 2018, cinquantesima edizione della corsa, valevole come prova dell'UCI Europe Tour 2018 categoria 1.1, si svolse il 27 febbraio 2018 per un percorso di 200 km, con partenza da Quaregnon ed arrivo a Dour, in Belgio. La vittoria fu appannaggio dell'olandese Niki Terpstra, che completò il percorso in 4h47'48" alla media di 41,70 km/h, precedendo il belga Philippe Gilbert e il francese Damien Gaudin.
Al traguardo di Dour furono 63 i ciclisti, dei 146 partiti da Quaregnon, che portarono a termine la competizione.

## Squadre e corridori partecipanti
| N.      | Cod. | Squadra                     |
| ------- | ---- | --------------------------- |
| 1-7     | WGG  | Wanty-Groupe Gobert         |
| 11-17   | ALM  | AG2R La Mondiale            |
| 21-27   | QST  | Quick-Step Floors           |
| 31-36   | LTS  | Lotto Soudal                |
| 41-47   | ABS  | Aqua Blue Sport             |
| 51-57   | COF  | Cofidis                     |
| 61-67   | TDE  | Direct Énergie              |
| 71-77   | FST  | Team Fortuneo-Samsic        |
| 81-87   | RNL  | Roompot-Nederlandse Loterij |
| 91-97   | SVB  | Sport Vlaanderen-Baloise    |
| 101-107 | UHC  | UnitedHealthcare            |

| N.      | Cod. | Squadra                        |
| ------- | ---- | ------------------------------ |
| 111-117 | VWC  | Veranda's Willems-Crelan       |
| 121-127 | VCC  | Vital Concept Cycling Club     |
| 131-137 | WVA  | WB Aqua Protect Veranclassic   |
| 141-147 | AAS  | AGO-Aqua Service               |
| 151-157 | CIB  | Cibel-Cebon                    |
| 161-167 | CCD  | Team Differdange-Losch         |
| 171-177 | SNE  | Sovac-Natura4Ever              |
| 181-187 | RLM  | Roubaix Lille Métropole        |
| 191-197 | TIS  | Tarteletto-Isorex              |
| 201-207 | PCW  | T.Palm-Pôle Continental Wallon |

## Ordine d'arrivo (Top 10)
| Pos. | Corridore          | Squadra    | Tempo    |
| ---- | ------------------ | ---------- | -------- |
| 1    | Niki Terpstra      | Quick-Step | 4h47'48" |
| 2    | Philippe Gilbert   | Quick-Step | a 24"    |
| 3    | Damien Gaudin      | Direct     | a 46"    |
| 4    | Adrien Petit       | Direct     | a 1'18"  |
| 5    | Gediminas Bagdonas | AG2R       | s.t.     |
| 6    | Alex Kirsch        | WB Veran.  | a 1'21"  |
| 7    | Benoît Jarrier     | Fortuneo   | a 1'59"  |
| 8    | Nico Denz          | AG2R       | s.t.     |
| 9    | Frederik Backaert  | Wanty      | s.t.     |
| 10   | Alexandre Pichot   | Direct     | a 2'02"  |